# Philon de Gadara
 (août 2023).
Si vous disposez d'ouvrages ou d'articles de référence ou si vous connaissez des sites web de qualité traitant du thème abordé ici, merci de compléter l'article en donnant les références utiles à sa vérifiabilité et en les liant à la section « Notes et références ».
Pour les articles homonymes, voir Philon.
Philon de Gadara est un mathématicien, dont on ignore tout de la biographie, si ce n’est qu’il eut Sporos de Nicée pour disciple.
Eutocius affirme que Philon de Gadara (Apogadarôn), avait à l'exemple d'Apollonios de Perga enchéri sur le géomètre de Syracuse. L'un et l'autre, suivant le récit d'Eutocius, avaient poussé leurs approximations à de grands nombres.
Sporos de Nicée, qui reproche à Archimède de n’avoir pas trouvé exactement à quel segment de droite est égale la circonférence du cercle, et cela d’après un passage du Rucher, où il dit que son maître, à savoir Philon de Gadara, avait poussé l’investigation jusqu’à des nombres plus exacts que n’étaient ceux qu’avait indiqués Archimède, j’entends 1/7 et 10/71 ; tous ces critiques, l’un après l’autre, semblent avoir ignoré le propos d’Archimède, et ils opèrent avec des multiplications et des divisions de myriades, qu’il n’est pas facile de suivre, à moins qu’on n’ait passé par l’école du Livre de calcul de Magnos…
Philon Gaditanus, mentionné par Juan Eusebio Nieremberg dans les Stromata scripturae, de 1642. Stobée cite un passage de Moderatus Gaditanus, Pythagoricien[Qui ?], lequel, parlant des nombres de Pythagore, dit : Des nombres sont, pour ainsi dire, un assemblage de monades, une progression de la multitude, qui part de la monade, & y trouve sa derniere raison, en remontant à sa source autem numerus, ut ita dicam, monadum congeries, vel progressus multitudinis a monade incipiens, et regressio in eamdem desinens.

## Sources
- Dutens, Œuvres, Tome premier, Recherches sur l'origine des découvertes attribuées aux modernes, 1746.
- Eusèbe, Commentaire sur Archimède.
- Stobée Eclog. Physic. lib. 1, c. 2, p. 3.
- Jean Eusèbe de Nieremberg dans les Stromata scripturae, 1642.